# Charles Januarius Acton
Charles Januarius Edward Acton (Napoli, 6 marzo 1803 – Napoli, 23 giugno 1847) è stato un cardinale britannico.

## Biografia
Figlio del tenente generale John Francis Edward Acton, primo ministro del regno di Napoli e di sua nipote Maria Anna Acton, nacque il 6 marzo del 1803. Venne educato Londra e a Cambridge: quando si scoprì la sua vocazione alla vita religiosa decise di trasferirsi a Roma, dove frequentò l'Accademia dei nobili ecclesiastici, per la formazione dei chierici destinati al servizio diplomatico della Santa Sede.
Ordinato sacerdote, dal 1828 fu segretario del nunzio apostolico a Parigi, il cardinale Luigi Lambruschini: fu poi vicelegato a Bologna, segretario della Congregazione della disciplina dei regolari  e uditore della Camera Apostolica (1837).
Fu da papa Gregorio XVI creato cardinale in pectore nel concistoro del 18 febbraio 1839: la nomina venne pubblicata il 24 gennaio del 1842, quando gli venne assegnato il titolo di Santa Maria della Pace (dal 1842 quello di San Marco).
Procurò la divisione del territorio inglese in otto circoscrizioni ecclesiastiche (vicariati apostolici), preludio alla ricostruzione della gerarchia cattolica in quelle terre.
Venne nominato prefetto della Congregazione delle Indulgenze e Reliquie (1846), ma a causa della sua salute instabile si ritirò presto a Palermo: morì presso i gesuiti di Napoli il 23 giugno 1847, all'età di 44 anni.

## Ascendenza
|                                 |                        |                                                     | Genitori                                    |  |  | Nonni |  |  | Bisnonni        |  |  | Trisnonni        |  |
|                                 |                        |                                                     |                                             |  |  |       |  |  | 8. Edward Acton |  |  | 16. Walter Acton |  |
|                                 |                        |                                                     |                                             |  |  |       |  |  | 8. Edward Acton |  |  | 16. Walter Acton |  |
|                                 |                        | 17. Catherine Pocklington                           |                                             |  |  |       |  |  | 8. Edward Acton |  |  |                  |  |
| 4. Edward Acton                 |                        |                                                     |                                             |  |  |       |  |  | 8. Edward Acton |  |  |                  |  |
|                                 |                        | 9. Katherine Steventon                              | 18. John Steventon                          |  |  |       |  |  |                 |  |  |                  |  |
|                                 |                        | 9. Katherine Steventon                              | 18. John Steventon                          |  |  |       |  |  |                 |  |  |                  |  |
|                                 |                        | 9. Katherine Steventon                              | …                                           |  |  |       |  |  |                 |  |  |                  |  |
| 2. Sir John Acton, VI baronetto |                        | 9. Katherine Steventon                              |                                             |  |  |       |  |  |                 |  |  |                  |  |
|                                 |                        | 10. Philippe Loys                                   | …                                           |  |  |       |  |  |                 |  |  |                  |  |
|                                 |                        | 10. Philippe Loys                                   | …                                           |  |  |       |  |  |                 |  |  |                  |  |
|                                 |                        | 10. Philippe Loys                                   | …                                           |  |  |       |  |  |                 |  |  |                  |  |
| 5. Anne-Catherine Loys          |                        | 10. Philippe Loys                                   |                                             |  |  |       |  |  |                 |  |  |                  |  |
|                                 |                        | …                                                   | …                                           |  |  |       |  |  |                 |  |  |                  |  |
|                                 |                        | …                                                   | …                                           |  |  |       |  |  |                 |  |  |                  |  |
|                                 |                        | …                                                   | …                                           |  |  |       |  |  |                 |  |  |                  |  |
| 1. Charles Januarius Acton      |                        | …                                                   |                                             |  |  |       |  |  |                 |  |  |                  |  |
|                                 | 12. Edward Acton (= 4) | 24. Edward Acton (= 8)                              |                                             |  |  |       |  |  |                 |  |  |                  |  |
|                                 | 12. Edward Acton (= 4) | 24. Edward Acton (= 8)                              |                                             |  |  |       |  |  |                 |  |  |                  |  |
|                                 | 12. Edward Acton (= 4) | 25. Katherine Steventon (= 9)                       |                                             |  |  |       |  |  |                 |  |  |                  |  |
| 6. Joseph Edward Acton          | 12. Edward Acton (= 4) |                                                     |                                             |  |  |       |  |  |                 |  |  |                  |  |
|                                 |                        | 13. Anne-Catherine Loys (= 5)                       | 26. Philippe Loys (=10)                     |  |  |       |  |  |                 |  |  |                  |  |
|                                 |                        | 13. Anne-Catherine Loys (= 5)                       | 26. Philippe Loys (=10)                     |  |  |       |  |  |                 |  |  |                  |  |
|                                 |                        | 13. Anne-Catherine Loys (= 5)                       | …                                           |  |  |       |  |  |                 |  |  |                  |  |
| 3. Mary Anne Acton              |                        | 13. Anne-Catherine Loys (= 5)                       |                                             |  |  |       |  |  |                 |  |  |                  |  |
|                                 |                        | 14. conte Franz Adolf Anselm Berghe von Trips       | 28. barone Johann Heinrich Berghe von Trips |  |  |       |  |  |                 |  |  |                  |  |
|                                 |                        | 14. conte Franz Adolf Anselm Berghe von Trips       | 28. barone Johann Heinrich Berghe von Trips |  |  |       |  |  |                 |  |  |                  |  |
|                                 |                        | 14. conte Franz Adolf Anselm Berghe von Trips       | 29. contessa Maria Anna Ingelheim           |  |  |       |  |  |                 |  |  |                  |  |
| 7. Eleanora Berghe von Trips    |                        | 14. conte Franz Adolf Anselm Berghe von Trips       |                                             |  |  |       |  |  |                 |  |  |                  |  |
|                                 |                        | 15. baronessa Eleonore Kunigunde von Rathsamshausen | …                                           |  |  |       |  |  |                 |  |  |                  |  |
|                                 |                        | 15. baronessa Eleonore Kunigunde von Rathsamshausen | …                                           |  |  |       |  |  |                 |  |  |                  |  |
|                                 |                        | 15. baronessa Eleonore Kunigunde von Rathsamshausen | …                                           |  |  |       |  |  |                 |  |  |                  |  |
|                                 |                        | 15. baronessa Eleonore Kunigunde von Rathsamshausen |                                             |  |  |       |  |  |                 |  |  |                  |  |